# Kompania braci (miniserial)

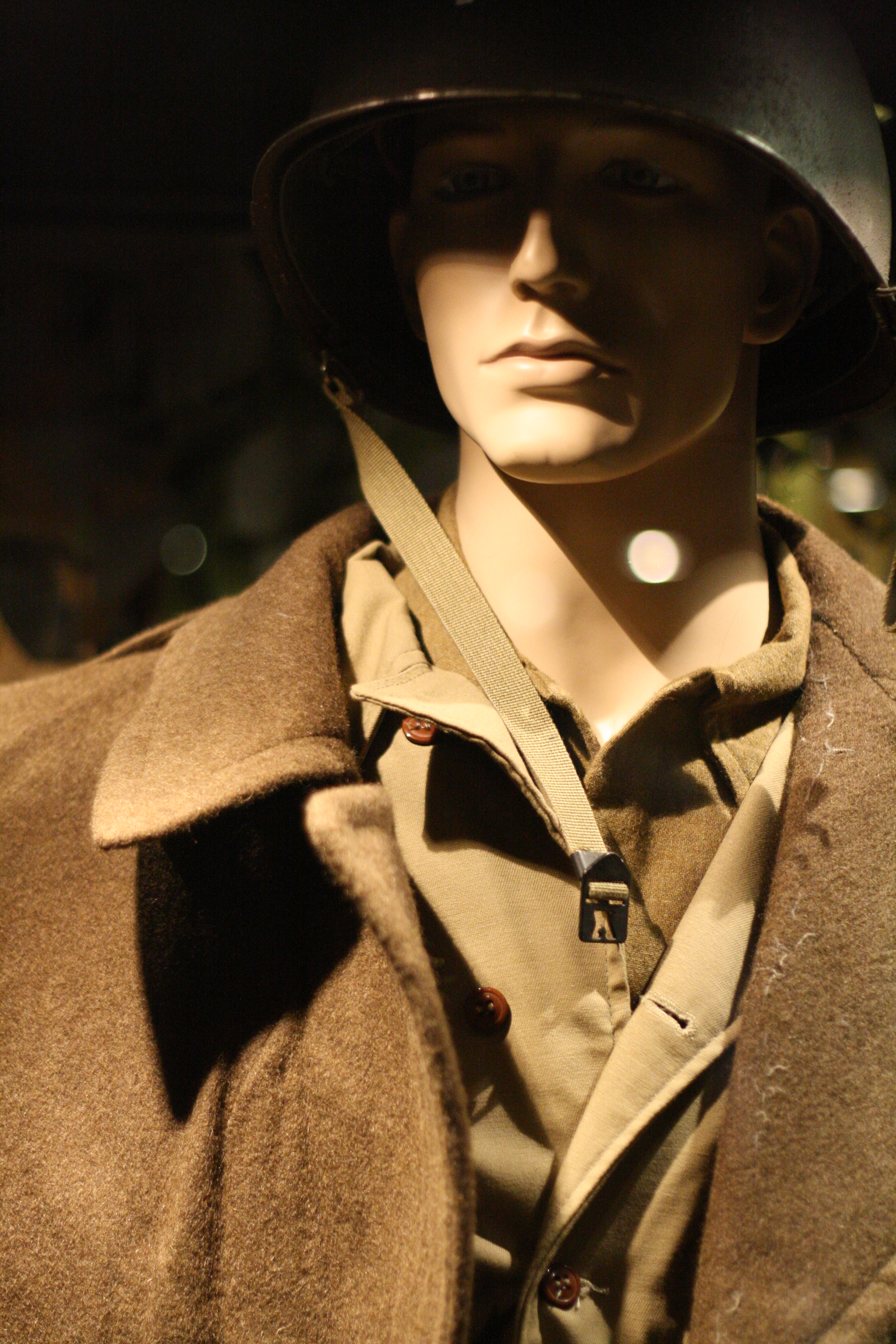
Mundur użyty przy kręceniu serialu w London Film Museum

Kompania braci (tytuł oryginalny Band of Brothers) – amerykański telewizyjny serial wojenny, składający się z 10 odcinków, którego producentami są Steven Spielberg i Tom Hanks.

## Krótki opis
Serial przedstawia historię kompanii E 506 Pułku Piechoty Spadochronowej należącego do 101 Dywizji Powietrznodesantowej Armii Stanów Zjednoczonych w trakcie działań podczas II wojny światowej, począwszy od szkolenia poprzedzającego lądowanie w Normandii, aż do końca wojny w Europie. Serial został oparty na książce Stephena Ambrose’a pod tym samym tytułem. Sylwetki bohaterów serialu są wzorowane na żołnierzach Kompanii E, niektórzy z nich na początku każdego odcinka wspominają swoje przeżycia na wojnie. W USA serial po raz pierwszy został wyemitowany w 2001 roku w telewizji HBO, a później również w The History Channel. W Polsce Kompania Braci emitowana była przez telewizje HBO, TVN, TVN 7 oraz Universal Channel.

## Odcinki
| 1 | Currahee           | Phil Alden Robinson | Erik Jendresen Tom Hanks     | 9 września 2001      |
| Kompania E ciężko trenuje w Camp Toccoa w Georgii. Przedstawiani są główni bohaterowie: porucznicy Richard Winters i Lewis Nixon. Oddział zostaje przerzucony do Anglii. Głównym wątkiem odcinka jest bunt żołnierzy wobec dowódcy: kapitana Herberta Sobela, który zachowuje się wręcz sadystycznie wobec swoich podwładnych, do tego jego głupota zostaje ośmieszona przez żołnierzy. Ostatecznie zostaje usunięty ze stanowiska dowódcy Kompanii E (w książce żołnierze przyznają, że ostry trening zahartował ich i wielokrotnie pomógł wyjść cało z opresji). |                    |                     |                              |                      |
| 2 | Day of Days        | Richard Loncraine   | John Orloff                  | 9 września 2001      |
| Oddział bierze udział w D-Day. Ginie nowy dowódca – porucznik Meehan. Odcinek skupia się na postaci porucznika Richarda Wintersa, ukazuje też brawurową, zakończoną pełnym sukcesem akcję zdobycia niemieckiej baterii dział. |                    |                     |                              |                      |
| 3 | Carentan           | Mikael Salomon      | E. Max Frye                  | 16 września 2001     |
| Kompania E zajmuje francuskie miasteczko Carentan i odpiera kontratak na Wzgórze 30. Ta część jest ukazana z perspektywy szeregowego Alberta Blithe’a. |                    |                     |                              |                      |
| 4 | Replacements       | David Nutter        | Graham Yost Bruce C. McKenna | 23 września 2001     |
| Jednostka powraca do Anglii, gdzie zostaje uzupełniona o nowych żołnierzy, którzy są traktowani dość pogardliwie przez „starych” żołnierzy kompanii. Richard Winters, awansowany na kapitana dowodzi oddziałem podczas działań w ramach operacji Market Garden. Głównym bohaterem odcinka jest Sierżant Denver ‘Bull’ Randleman. |                    |                     |                              |                      |
| 5 | Crossroads         | Tom Hanks           | Erik Jendresen               | 30 września 2001     |
| Oddział ciągle znajduje się w Holandii, gdzie przeprowadza ofensywę. Odcinek sprawia wrażenie retrospekcji Wintersa, który ponownie awansuje i nie jest już dowódcą Kompanii E. Stanowisko to zajmują kolejno porucznicy Heyliger i Dike. Ta część została wyreżyserowana przez Toma Hanksa. |                    |                     |                              |                      |
| 6 | Bastogne           | David Leland        | Bruce C. McKenna             | 7 października 2001  |
| Kompania E broni belgijskiego miasteczka Bastogne podczas ofensywy w Ardenach. Odcinek koncentruje się na postaci kaprala Eugene’a Roe’a, sanitariusza. |                    |                     |                              |                      |
| 7 | The Breaking Point | David Frankel       | Graham Yost                  | 14 października 2001 |
| Głównym bohaterem tego odcinka jest sierżant Carwood Lipton. The Breaking Point skupia się na ogromnym stresie odczuwanym przez żołnierzy walczących o belgijskie miasteczko Foy. Kapitan Ronald Speirs zostaje nowym dowódcą Kompanii E. |                    |                     |                              |                      |
| 8 | The Last Patrol    | Tony To             | Erik Bork Bruce C. McKenna   | 21 października 2001 |
| Kompania E wchodzi do miasteczka Haguenau w Lotaryngii w czasie operacji Nordwind i przeprowadza patrol bojowy na drugi brzeg rzeki. Ta część skupia się na postaciach Davida Webstera i porucznika granego przez Colina Hanksa, syna producenta serialu Toma Hanksa. Richard Winters zostaje majorem. |                    |                     |                              |                      |
| 9 | Why We Fight       | David Frankel       | John Orloff                  | 28 października 2001 |
| Oddział wkracza do Niemiec i odkrywa obóz koncentracyjny Kaufering IV w pobliżu Landsberga. |                    |                     |                              |                      |
| 10 | Points             | Mikael Salomon      | Erik Jendresen Erik Bork     | 4 listopada 2001     |
| Kompania zdobywa tzw. Orle Gniazdo Adolfa Hitlera pod Berchtesgaden i obawia się możliwości wysłania do walki z Japonią na wyspach Pacyfiku. |                    |                     |                              |                      |

Ponadto zrealizowano:
- We Stand Alone Together spełnia rolę odcinka dokumentalnego, w którym zawarte są informacje o żołnierzach Kompanii Braci oraz wywiady z nimi.
- Band of Brothers – The making Of ten film opowiada o kręceniu serialu. Ma 30 minut długości.

## Postacie
- Richard Winters – Dowódca Kompanii E po tym jak samolot sztabu został zestrzelony w Normandii. W serialu poznajemy go jako podporucznika, a w momencie zakończenia wojny nosi dystynkcje majora.
- Herbert Sobel – Pierwszy dowódca Kompanii E, którego poznajemy w serialu. Szkolił żołnierzy przed wyruszeniem na wojnę. Ludzie Kompanii E nie przepadali za nim, był surowy i ostry.
- Robert Sink – Pułkownik, dowódca 506 Pułku. Występuje w serialu przeważnie krótko i niezbyt często. Przełożony Wintersa.
- William „Wild Bill” Guarnere – Podoficer w Kompanii E. W dniu inwazji dowiaduje się, że jego brat zginął pod Monte Casino. Stracił nogę w czasie obrony Bastogne.
- Ronald Speirs – Oficer w Kompanii D, z czasem awansowany na dowódcę kompanii E. Jest odważny i opanowany. W serialu jest bohaterem plotek sugerujących jego bezwzględność wobec wrogów oraz niesubordynowanych podwładnych.
- Lewis Nixon – Oficer wywiadu. Przyjaciel Wintersa. Jest alkoholikiem.
- Joseph Liebgott – Służy w Kompanii E. Jest Żydem i tłumaczem w Kompanii E. Najbardziej przeżył odkrycie obozu koncentracyjnego w Niemczech.
- Lynn „Buck” Compton – Oficer w Kompanii E. Dwukrotnie ranny podczas operacji Market – Garden. Podczas obrony Bastogne załamał się psychicznie z powodu straty przyjaciół.
- Carwood Lipton – Oficer w Kompanii E. Odkąd Winters zaczął dowodzic batalionem, Lipton podtrzymywał ludzi na duchu i psychicznie. Jest doświadczony i potrafi dowodzić na polu walki.
- Donald Malarkey – Podoficer w Kompanii E. Rzekomy świadek sceny, w której Speirs morduje jeńców. Po obronie Bastogne miał dostać awans na oficera, lecz przydzielono drugiemu plutonowi oficera z uzupełnień.

## Tytuł
Tytuł książki i serialu pochodzi z przemówienia Henryka V przed bitwą pod Azincourt w dziele Szekspira.
And Crispin Crispian shall ne’er go by,
From this day to the ending of the world,
But we in it shall be remember’d;
We few, we happy few, we band of brothers;
For he to-day that sheds his blood with me
Shall be my brother; be he ne’er so vile,
This day shall gentle his condition:
And gentlemen in England now a-bed
Shall think themselves accursed they were not here,
And hold their manhoods cheap whiles any speaks
That fought with us upon Saint Crispin’s day.
Od chwili tej aż do końca świata,
...w pamięci ludzkiej będziemy żyć:
my, wybrańców garść,
kompania braci

## Nagrody
Kompania Braci była nominowana do Nagród Emmy w dziewiętnastu kategoriach i zdobyła sześć, w tym między innymi dla „najlepszego miniserialu” i za „najlepszą reżyserię miniserialu, filmu lub dramatycznego programu specjalnego”. Została również uhonorowana Złotym Globem jako „najlepsza miniseria lub film telewizyjny” oraz nagrodą Amerykańskiego Instytutu Filmowego. Serial kandydował także do nagrody imienia George Foster Peabody’ego „...opierając się zarówno na historii, jak i pamięci w celu oddania hołdu tym, którzy walczyli o zachowanie wolności”. Szósty odcinek Kompanii Braci pt. Bastogne został uhonorowany przez Writers Guild Award za najlepszą historię.

## Obsada
- Nicholas Aaron (9 odcinków)[2] – szer. Robert „Popeye” Wynn
- Kirk Acevedo (6) – sierż. Joseph „Joe” Toye
- Doug Allen (8) – szer. Alton Moore
- Eion Bailey (6) – st. szer. David Webster
- Jamie Bamber (3) – ppor. Jack E. Foley
- Philip Barantini (9) – sierż. Wayne „Skinny” Sisk
- Ben Caplan (5) – kpr. Walter „Smokey” Gordon
- George Calil (8) – szer. James „Mo” Alley
- Michael Cudlitz (9) – sierż. Denver „Bull” Randleman
- Dale Dye (7) – płk Robert F. Sink
- Jimmy Fallon (1) – por. George Rice
- Michael Fassbender (7) – sierż. Burton P. „Pat” Christenson
- Dexter Fletcher (9) – sierż. John Martin
- Ezra Godden (4) – st. szer. Robert van Klinken
- Rick Gomez (9) – sierż. sztab. George Luz
- Stephen Graham (2) – szer. Myron „Mike” Ranney
- Scott Grimes (10) – sierż. sztab. Donald Malarkey
- Colin Hanks (2) – ppor. Henry „Hank” Jones
- Craig Heaney (6) – szer. Roy Cobb
- Tom Hardy (2) – szer. John Janovec
- Nolan Hemmings (8) – st. sierż. Charles Grant
- Peter Youngblood Hills (10) – st. sierż. Darrel „Shifty” Powers
- Mark Huberman (5) – szer. Lester „Leo” Hashey
- Frank John Hughes (7) – sierż. William „Wild Bill” Guarnere
- Robin Laing (8) – st. szer. Edward „Babe” Heffron
- Mark Lawrence (4) – kpr. William Dukeman
- Matthew Leitch (10) – st. sierż. Floyd „Tab” Talbert
- Damian Lewis (10) – mjr Richard Winters
- Ron Livingston (10) – kpt. Lewis Nixon
- Joseph May (1) – por. Edward Shames
- James Madio (9) – sierż. Frank Perconte
- Rocky Marshall (3) – kpr. Earl „One Lung” McClung
- Tim Matthews (7) – st. szer. Alex Penkala
- James McAvoy (1) – szer. James Miller
- Peter McCabe (6) – kpr. Donald Hoobler
- Ross McCall (9) – kpr. Joseph Liebgott
- Stephen McCole (1) – por. Frederick Heyliger
- Neal McDonough (8) – por. Lynn „Buck” Compton
- Phil McKee (5) – ppłk Robert L. Strayer
- Rene L. Moreno (7) – szer. Joseph Ramirez
- David Nicolle (4) – ppor. Thomas Peacock
- Jason O’Mara (2) – por. Thomas Meehan
- Peter O’Meara (3) – por. Norman Dike
- Simon Pegg (2) – st. sierż. William Evans
- Bart Ruspoli (3) – szer. Edward Tipper
- David Schwimmer (3) – kpt. Herbert Sobel
- Matthew Settle (6) – kpt. Ronald Speirs
- Richard Speight Jr. (7) – sierż. Warren „Skip” Muck
- Douglas Spain (7) – szer. Antonio Garcia
- Shane Taylor (10) – kpr. Eugene Roe
- Donnie Wahlberg (10) – ppor. Carwood Lipton
- Rick Warden (8) – por. Harry Welsh
- Marc Warren (3) – st. szer. Albert Blithe

## Książki
Kilku członków Kompanii E wydało swoje wspomnienia. Są to m.in.:
- Lynn „Buck” Compton – Call of Duty: My Life Before, During and After the Band of Brothers
- William „Wild Bill” Guarnere i Edward „Babe” Heffron – Brothers In Battle, Best of Friends
- Donald Malarkey – Easy Company Soldier: The Legendary Battles of a Sergeant from World War II’s <<Band of Brothers>>
- David Kenyon Webster – Kompania spadochronowa. Wspomnienia żołnierza piechoty spadochronowej od D – Day do upadku III Rzeszy
- Richard Winters – Beyond Band of Brothers. The War Memoirs of Major Dick Winters